# Радецкие
Радецкие (нем. Radetzky, пол. Radecki) — дворянский род.

## Происхождение и история рода
Происходит из Силезии и восходит к середине XVI века. Одна ветвь в XVII веке переселилась в Польшу, а оттуда в Курляндию. К ней принадлежал генерал Фёдор Фёдорович Радецкий. Род Радецких внесён в III часть родословной книги С.-Петербургской губернии.
Другая ветвь рода Радецких — потомство Христиана-Фридриха Христиановича Радецкого (1756—1847). Рижский купец, затем приходской судья 1-го округа Рижского уезда и кавалер ордена Св. Владимира IV ст., признанный в правах потомственного дворянства Определением Герольдии Правительствующего Сената от 18.09.1831, жалован дипломом на потомственное дворянское достоинство.
Радецкие, кроме собственного, пользовались гербами Долива, Дрыя, Годземба, Ястржембец, Помян, Радван, Рогаля и Рудница.